# 斯科尔迪亚
斯科尔迪亚（義大利語：Scordia），是意大利西西里大区卡塔尼亞廣域市的一个市镇。总面积24平方公里，人口17290人，人口密度720.4人/平方公里（2009年）。ISTAT代码为087049。